# Spec Ops: Ranger Elite
Spec Ops: Ranger Elite — вторая игра в серии, которая выпускалась для PlayStation, в 2001 году.
Эта игра определит Ваши стратегические и бойцовские качества в военном деле. Берите командование над испытываемой армией и начинайте боевые действия против самых смертельно опасных врагов в мире. Исход борьбы в Ваших руках. В игре отлично сделан мультиплеер на 2 игроков.

## Оценки
| Сводный рейтинг | Сводный рейтинг |
| Агрегатор       | Оценка          |
| --------------- | --------------- |
| GameRankings    | 49,95 %         |